# Codegua
Codegua es una comuna de Chile, ubicada en la región del Libertador General Bernardo O'Higgins, específicamente en la provincia de Cachapoal, en la zona central de Chile. Se ubica 19 km al norte de la ciudad de Rancagua. La superficie de la comuna abarca 287 km². En conjunto a las comunas de Graneros y Mostazal, Codegua integra la zona del Cono Norte de la Región del Libertador General Bernardo O'Higgins.

## Etimología
Los indígenas llamaban al lugar «Co-Deu y Hue», que significa «lugar de aguas de ratas» 

## Historia
Hacia 1565 el lugar era reconocido por los españoles como una comarca perteneciente a La Encomienda de Codehua, poblado por indígenas que formaban parte de la tribu de los promaucae conocidos como chiquillanes o chiquilanes. Uno de los pueblos más antiguos de Chile registra en 1300 d. La mano de obra indígena se atestigua luego de encontrar vestigios de intervenciones incásicas en un pucará cercano. Codegua es conformado como pueblo luego de la abolición de la encomienda de Codegua, y en 1639 comienza a poblarse de españoles.

## Medio ambiente

### Geomorfología y componentes abióticos

Trazado simplificado de los ecosistemas y cuerpos de agua presentes en la comuna de Codegua.

La comuna de Codegua se encuentra emplazada en las unidades geomorfológicas de Cordillera andina de retención crionival y Cuenca de Rancagua; y presenta según la clasificación climática de Köppen clima de tundra de lluvia invernal (ET (s)), clima mediterráneo de lluvia invernal (Csb), clima mediterráneo de lluvia invernal de altura (Csb (h)) y clima mediterráneo frío de lluvia invernal (Csc). Esta además se halla entre las cuencas hidrográficas de río Maipo y río Rapel. Además, la comuna posee diversos cuerpos de agua, entre los que se destacan el estero Codegua.

### Componentes bióticos
Dentro del territorio de la comuna se pueden hallar los siguientes ecosistemas:
- Bosque esclerófilo mediterráneo andino donde predominan Kageneckia angustifolia y Guindilia trinervis (Vulnerable)
- Bosque esclerófilo mediterráneo andino donde predominan Quillaja saponaria y Lithrea caustica (Vulnerable)
- Bosque espinoso mediterráneo interior donde predominan Acacia caven y Prosopis chilensis (Vulnerable)
- Herbazal mediterráneo andino donde predominan Nastanthus spathulatus y Menonvillea spathulata (Preocupación menor)
- Matorral bajo mediterráneo andino donde predominan Chuquiraga oppositifolia y Nardophyllum lanatum (Preocupación menor)
- Matorral bajo mediterráneo andino donde predominan Laretia acaulis y Berberis empetrifolia (Preocupación menor)
- Zonas geográficas hinóspitas sin vegetación (Sin información)

### Medidas de protección ambiental y conflictos socioambientales
Hasta 2022, la comuna de Codegua cuenta con las siguientes zonas que cuentan con algún nivel de protección ambiental:
- Altos del Río Maipo (Sitios Ley 19.300)[11]
- Cordillera de la costa Norte y Cocalán (Sitios Ley 19.300)[12]
- Precordillera Andina Norte (Sitios ERB)[13]

## Administración

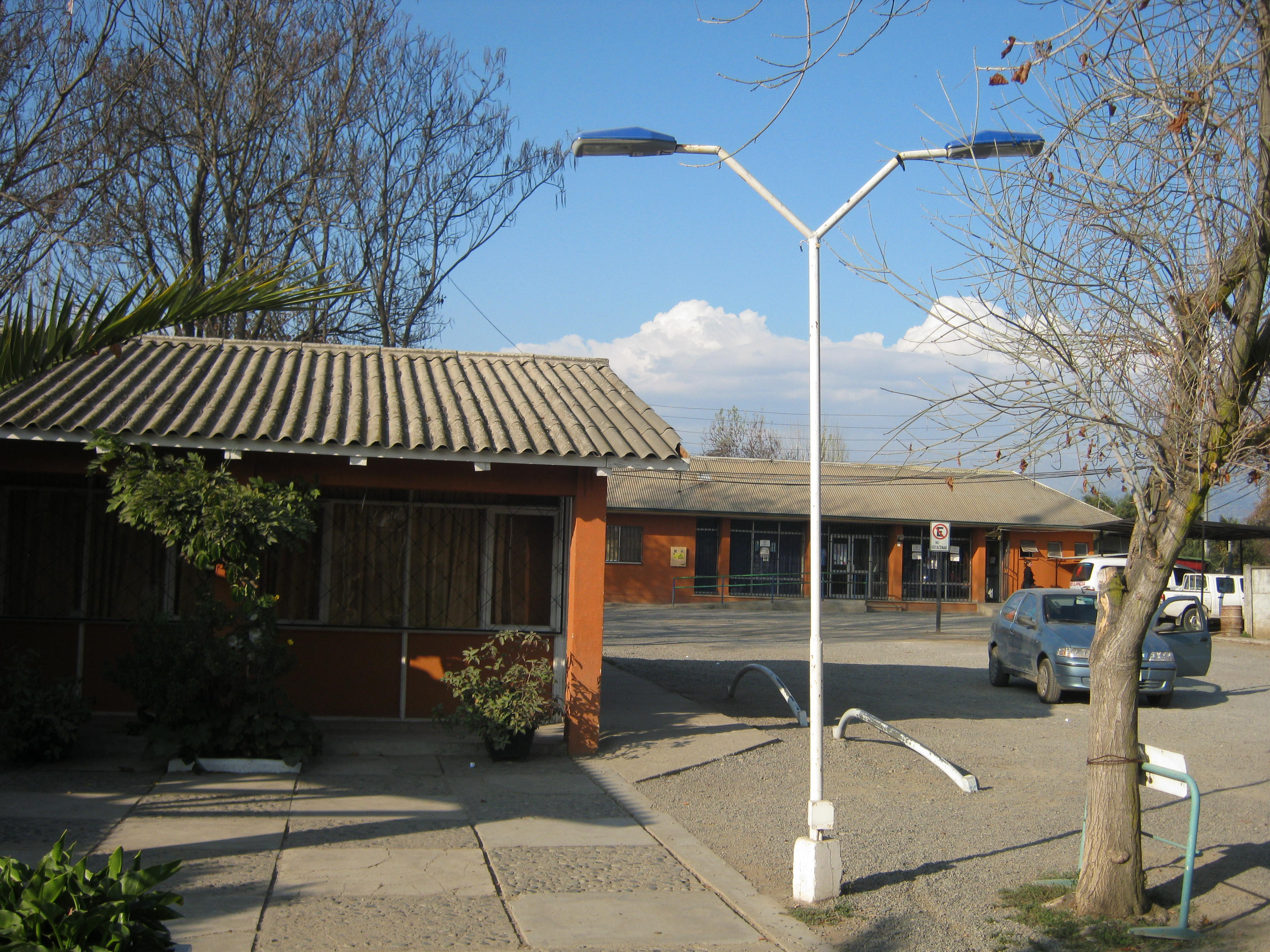
I. Municipalidad de Codegua.

Codegua pertenece al distrito electoral n.º 15 junto con las comunas de Rancagua, Malloa, Doñihue, Machalí, Graneros, Requínoa, Rengo, Olivar, Coínco, Quinta de Tilcoco, Coltauco, Mostazal y Machalí y a la VIII circunscripción senatorial (O'Higgins). 
Es representada en la Cámara de Diputados por Diego Schalper de RN, Raúl Soto del PPD y las independientes Marcela Riquelme, Natalia Romero y Marta González. A su vez, es representada en el Senado por los senadores Javier Macaya de la UDI, Alejandra Sepúlveda de FREVS y Juan Luis Castro del PS.
La Ilustre Municipalidad de Codegua es dirigida por el alcalde José Alexis Flores (Independiente), quien es asesorado por los concejales:
- Juan Carrasco (IND)
- Franco Valenzuela (IND)
- Claudia Zamorano (IND)
- Alex Pedraza (UDI)
- Sebastián Padilla (IND)
- Ana María Silva (PDC)

## Sitios de interés
- Parroquia de Codegua.
- Ermita de Santa Gema Galgani, junto al Puente Estero Codegua
- Hotel La Leonera
- Autódromo Internacional de Codegua

## Deportes

### Fútbol
La comuna de Codegua ha tenido a un club participando en los Campeonatos Nacionales de Fútbol en Chile.
- O'Higgins de Codegua (Cuarta División 1986-1987).

Además de contar con una variedad de escuelas formativas de fútbol:
(O'Higgins de Codegua)
(Unión Codegua Toñito Zamorano)
(Escuela de Fútbol La Morera)
(Escuela de Fútbol la Blanquina) 
(Escuela de fútbol los Tigres) y la(Escuela de Futbol Independiente de Codegua)
Se han realizado torneos internacionales y nacionales de Fútbol, y se ha participado en eliminatorias regionales y nacionales de selección de Fútbol de Codegua.
Su recinto más importante es el estadio municipal de Codegua

### Fútbol Femenino
Con mucha fuerza esta llegando el fútbol femenino a la Comuna y es ahí cuando nacen 2 importantes clubes que hoy en día trabajan muy duro para dar el espacio a las mujeres de la comuna (Estrellas de Codegua) club que participa en ligas y torneos de la región y (Unión Femenina La Blanquina) club que está más alejado del centro neurálgico de la comuna y que da oportunidad a las damas que viven más lejos, a poder realizar este deporte que las apasiona

### Basquetbol
En 2015 nace el club de Basquetbol más importante de la Comuna, su nombre en honor a la leonera y la conocida historia de que la gente de antaño le llamaba Leones a los pumas, nombre que le da identidad y amor por la comuna (CSD Leones de Codegua) “club social y Deportivo Leones de Codegua" un club que hoy cuenta con niños y niñas de todas las edades, federados en la (Federación de Basquetbol de Chile) Asociados a la (Asociación de Rancagua) y partícipes de la liga femenina más importante del país (Femicentro) es hoy uno de los clubes Deportivos más importantes del cono Norte.

### Zumba
Variedad de talleres de Zumba los cuales han sido muy bien acogidos por la comunidad Codegua centro, la aldea de callejones, la morera,el Romeral son algunos de los sectores donde se realizan estos talleres que le dan el espacio y el tiempo a la práctica del deporte a través del baile.